# مابل کینگ
مابل کینگ (انگلیسی: Mabel King; ۲۵ دسامبر ۱۹۳۲ – ۹ نوامبر ۱۹۹۹) یک هنرپیشه اهل ایالات متحده آمریکا بود.
از فیلم‌ها یا برنامه‌های تلویزیونی که وی در آن نقش داشته‌است می‌توان به ویز، احمق اشاره کرد.